# Josephine Koning

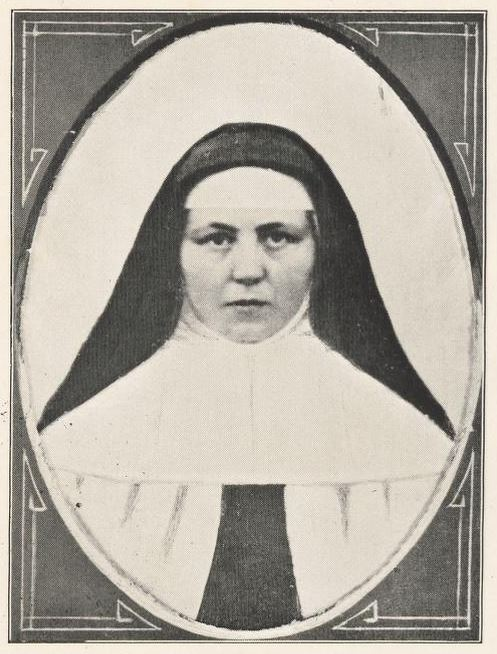
Josephine Koning

Josephine Koning (geboren als Femia Koning in Goor (Ov.), Twente, 22 maart 1863 – Boxmeer, 9 april 1931) was een Nederlandse karmelietes. Sinds 1934 wordt het proces voor haar zaligverklaring gevoerd. 

## Leven
Moeder Josephine werd geboren als Femia Koning te Goor als oudste dochter en eerste kind van Jan Koning, winkelier en zijn vrouw Hermina Schoenmaker. Na haar tijd bij de Franciscanessen op kostschool in Groenlo koos zij er enige tijd voor om in het winkelbedrijf van haar ouders te Goor te werken. Als zij echter op achttienjarige leeftijd een roeping tot het religieuze leven in zichzelf ontdekt kiest zij, na enige tijd op 22-jarige leeftijd voor het bekende Karmelietessenklooster Boxmeer toegewijd aan St. Jozef.

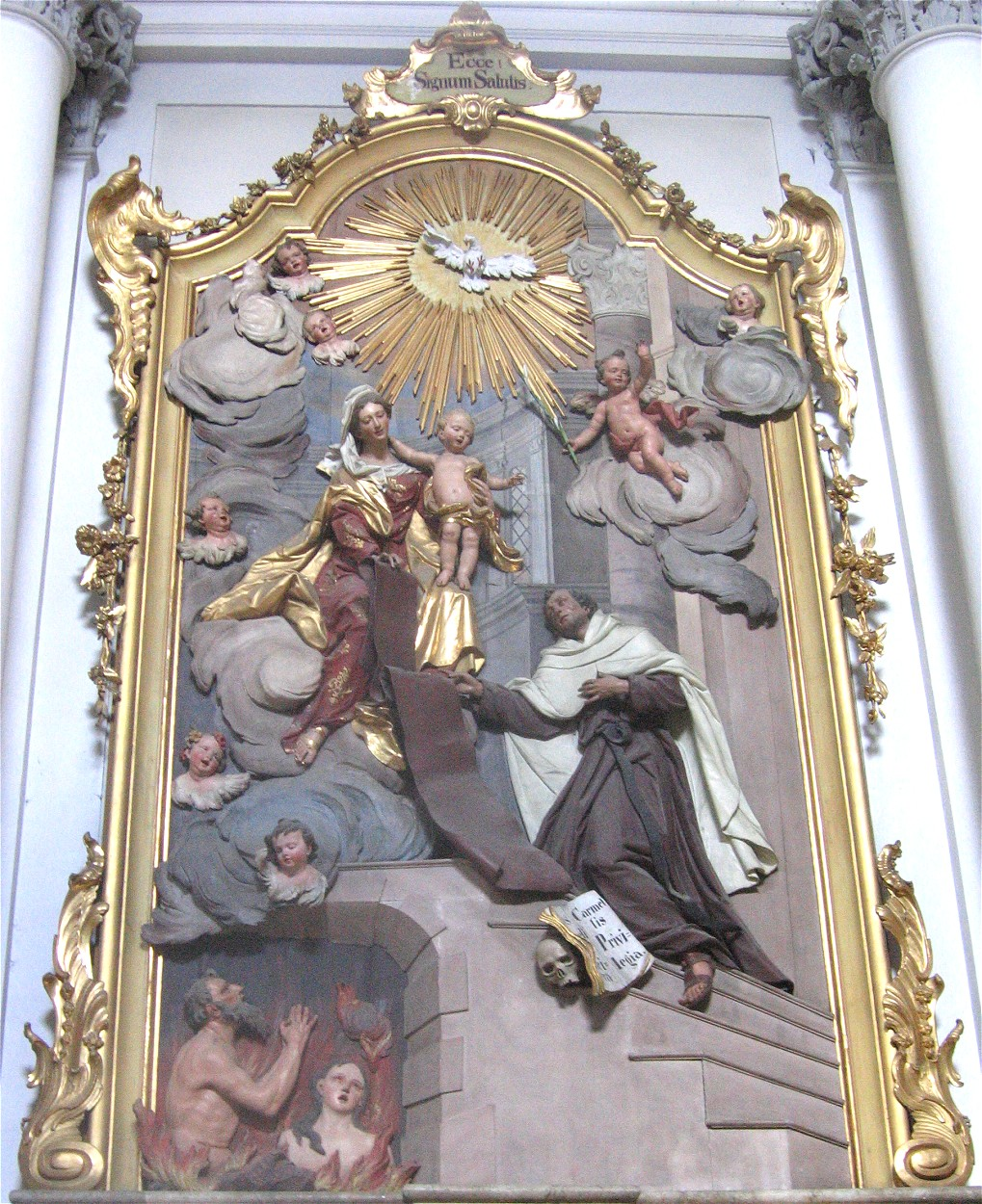
Altaar van het scapulier van de berg Karmel, Karmelietenklooster Reisach, Beieren

  Na een leven van grote strengheid in vasten en gebed overlijdt zij in 1931 na een leven van naastenliefde, gebed en verzorging van zieke medezusters en beschouwing na een zwaar ziekbed. Haar medezusters en gelovigen uit Boxmeer beschouwen haar bij haar dood als heilige. Gebedsverhoringen in haar orde en de parochies van Boxmeer op haar voorspraak, leidden tot de inleiding van het zaligverklaringsproces door de karmelietenorde in 1934.
Het slotklooster en het feit dat het graf van zuster Josephine zich binnen dit slot bevindt, verhinderden een massale verering of bedevaart. Wel is voor bezoekers buiten het klooster een klein informatiecentrum over Moeder Josephine ingericht. Uit Twente en de omgeving van Boxmeer alsook uit het bisdom Roermond begeven zich vereerders van Moeder Josephine meestal individueel of in kleine groepen naar het slotklooster, om daar in kleine kring te bidden bij of tot Moeder Josephine en de Misliturgie bij te wonen.

## Devotioneel materiaal
- St. Jozef Boxmeer: bidprentjes met als reliek stukjes habijt.
- Buscoden. (1941) Beatificationis et canonizationis servae Dei Jesphine [sic!] Koning O.Carm. Stellingen en artikelen, voor te stellen in de zaak der zalig- en heiligverklaring van de dienaresse Gods Josephine Koning, zuster van de Orde van O.L. Vrouw van den Berg Carmel S.l.: s.p. 41 pp.